# James E. Roberts Bridge
Le James E. Roberts Bridge est un pont à poutres dans le comté de Tuolumne, en Californie, dans le sud-ouest des États-Unis. Ce pont routier livré en 1971 permet le franchissement du lac Don Pedro par la California State Route 120.